# 葡萄糖酸銻鈉
葡萄糖酸銻鈉（Sodium stibogluconate），流通商用藥品名有Pentostam等名稱，係為治療利什曼病的藥物。這種疾病主要分為皮膚、黏膜及內臟三種，通常基於耐藥性的考量，有些藥方會併用米替福新、paramycin和兩性黴素B等藥物；給藥方式為注射。
服用此藥往往伴隨著副作用，患者會喪失食慾、噁心、肌肉痠痛、頭痛以及出現疲倦感，嚴重的副作用可能會罹患心律不整或胰腺炎。對懷孕中的患者來說，葡萄糖酸銻鈉此種藥物，相對安全性較低；如果患者正在親自餵奶，並無證據顯示會引起任何問題。葡萄糖酸銻鈉隸屬於五價銻類藥物。
早在 1937 年，葡萄糖酸銻鈉就經過檢視研究，並在 1940 年代用於醫藥用途。此藥收錄於世界衛生組織基本藥物標準清單，在基本醫療系統中列為最重要的必需藥物。在發展中國家的批發價約為單劑 9.66 美元，單次療程的價格約在 12 到 56 美元之譜。在美國，美國疾病控制與預防中心可以取得此藥。

## 副作用
葡萄糖酸銻鈉對靜脈毒性极大。 一個實際問題是，在幾劑之後，很難找到注射藥物的靜脈。 插入经外周静脉穿刺中心静脉置管 (PICC) 並不能預防問題，反而會加劇問題：沿著经外周静脉穿刺中心静脉置管|PICC]]線的整個靜脈可能會發炎並形成血栓。 大劑量的葡萄糖酸銻鈉通常以稀釋溶液的形式給藥。
胰腺炎是藥物的常見不良反應，應每週監測血清澱粉酶或脂肪酶兩次； 如果澱粉酶保持在正常上限的四倍以下，則無需停止治療； 如果澱粉酶升高超過臨界值，則應中斷治療，直至澱粉酶降至正常上限的兩倍以下，然後才能恢復治療。 心臟傳導障礙不太常見，但建議在註射藥物時進行心電圖 (ECG) 監測，並且在藥物停止或輸注速度降低後變化迅速逆轉。
該藥物可以肌肉內給藥，但通過這種途徑給藥時會非常疼痛。 在治療皮膚利甚曼病(英語：Cutaneous leishmaniasis)時，也可以在病灶內給予（即直接注射到感染皮膚的區域），同樣，這是非常痛苦的，並且不會產生優於靜脈內給藥的結果。
葡萄糖酸銻鈉還可導致食慾下降、口中有金屬味、噁心、嘔吐、腹瀉、頭痛、疲倦、關節痛、肌肉酸痛、頭暈和過敏性休克。

## 化學結構
葡萄糖酸銻鈉的化學結構有些模糊，上面顯示的結構是理想化的。 它的溶液可能含有多種銻化合物，儘管這種異質性可能並不重要。 據推測，活性物質僅包含一個銻中心。

## 藥代動力學
葡萄糖酸銻鈉似乎不會在體內積聚，而是由腎臟排出。

## 作用機制
葡萄糖酸銻鈉的機制知之甚少，但被認為是通過減少可用的 ATP 和 GTP 來抑制大分子合成，可能繼發於檸檬酸循環和糖酵解的抑制。 伯曼等人研究了葡萄糖酸銻鈉對中美洲墨西哥利什曼原蟲(Leishmaniasis mexicana)的影響，並證明了標記摻入嘌呤核苷三磷酸（ATP 和 GTP）的減少 56-65%，以及標記摻入嘌呤核苷單磷酸和二磷酸的增加 34-60% （AMP、GMP、ADP 和 GDP），在暴露於葡萄糖酸銻鈉4小時後。